# Skylar Diggins
Skylar Diggins (ur. 2 sierpnia 1990 w South Bend) – amerykańska koszykarka występująca na pozycji rozgrywającej, obecnie zawodniczka Phoenix Mercury.
W 2009 roku została uznana ogólnokrajową zawodniczką roku amerykańskich szkół średnich oraz.
12 lutego 2020 została zawodniczką Phoenix Mercury.

## Osiągnięcia
Stan na 19 stycznia 2022, na podstawie, o ile nie zaznaczono inaczej.

### NCAA
- Wicemistrzyni NCAA (2011, 2012)
- Uczestniczka rozgrywek:
  - NCAA Final Four (2011–2013)
  - Sweet 16 turnieju NCAA (2010–2013)
- Mistrzyni:
  - turnieju konferencji Big East (2013)
  - sezonu regularnego Big East (2012, 2013)
- Zawodniczka Roku Konferencji Big East (2012, 2013)
- Most Outstanding Player (MOP=MVP) turnieju regionalnego NCAA (2011, 2012, 2013)
- Laureatka:
  - Nancy Liberman Award (2012, 2013)
  - Dawn Staley Award (2013)
- Zaliczona do:
  - I składu:
    - All-American (2012, 2013 przez Associated Press)
    - NCAA All-Regional (2011–2013)
    - Big East (2011–2013)
    - debiutantek Big East (2010)
    - turnieju Big East (2010, 2011, 2013)

  - II składu Big East (2010)
  - III składu All-American (2011 przez Associated Press)

### WNBA
- Laureatka nagród:
  - Największy postęp WNBA (2014)
  - Dawn Staley Community Leadership Award (2018)
  - Best WNBA Player ESPY Award (2015)
- Zaliczona do:
  - I składu:
    - WNBA (2014, 2017, 2021)[4]
    - debiutantek WNBA (2013)

  - II składu WNBA (2018, 2020[5])
- Uczestniczka meczu gwiazd:
  - WNBA (2014, 2015, 2017, 2021)
  - kadra USA vs gwiazdy WNBA (2021)[6]
- Liderka WNBA w liczbie celnych (186) i oddanych (221) rzutów wolnych (2014)

### Reprezentacja
- Mistrzyni:
  - olimpijska (2020)[7]
  - świata:
    - 3x3 (2012)
    - U–19 (2009)

  - uniwersjady (2011)
  - Ameryki U–18 (2008)
  - USA Basketball Youth Development Festival (2007)